# Son Yeo-eun
Son Yeo-eun (de nacimiento Byeon-Na yeon) es una actriz surcoreana.

## Carrera
Fue nominada a Mejor Actriz de televisión en los Baeksang Arts Awards por su interpretación de villana en Thrice Married Woman (2013).

## Filmografía

### Series de televisión
| Año        | Título                            | Papel             | Red    |
| ---------- | --------------------------------- | ----------------- | ------ |
| 2004       | Match Made in Heaven              | Nam Jung-ran      | MBC    |
| 2005       | Single Again                      | Lee Yoon-hee      | SBS    |
| 2007       | HDTV Literature "Castella"        | Mi-ryung          | KBS1   |
| 2007       | Dear Lover                        | Cha Myung-soon    | SBS    |
| 2007       | Ground Zero                       | Han Soo-jin       | MBC    |
| 2007       | Drama City "In Tunnel"            | Han Ji-yeon       | KBS2   |
| 2007       | Drama City "Watch for the Angel!" | Eun-ok            | KBS2   |
| 2007       | New Heart                         | Choi Hyun-jung    | MBC    |
| 2009       | Brilliant Legacy                  | Jung In-young     | SBS    |
| 2009       | Dream                             | Son Yeo-jin       | SBS    |
| 2009       | High Kick Through the Roof        | Son Yeo-eun       | MBC    |
| 2010       | Drama Special "Summer Story"      | Lee Kyung-ah      | KBS2   |
| 2012       | Bridal Mask                       | Um Sun-hwa        | KBS2   |
| 2012       | Dream of the Emperor              | Princesa Seungman | KBS1   |
| 2013       | Hur Jun, the Original Story       | So-hyun           | MBC    |
| 2013       | Thrice Married Woman              | Han Chae-rin      | SBS    |
| 2015       | All About My Mom                  | Sun Hye-joo       | KBS2   |
| 2016       | The Master of Revenge             | Do Hyun-jung      | KBS2   |
| 2016       | Drama Special "Home Sweet Home"   | Yoon Se-jung      | KBS2   |
| 2017       | Innocent Defendant                | Yoon Ji-soo       | SBS    |
| 2017       | Band of Sisters                   | Gu Se-kyung       | SBS    |
| 2018       | Bad Papa                          | Choi Sun-joo      | MBC TV |
| 2020, 2021 | The Uncanny Counter               | Ha Moon-yeong     | OCN    |
| 2021       | The Road: Tragedy of One          | Lee Mi-do         | tvN    |
| 2021       | El afecto del rey                 | Reina             | KBS2   |
| 2022       | Golden Spoon                      | Seo Young-shin    | MBC    |

### Cine
| Año  | Título                       | Papel                               | Notas                  | Ref.   |
| ---- | ---------------------------- | ----------------------------------- | ---------------------- | ------ |
| 2005 | Sueños Húmedos 2             | Estudiante de 2.º año de la clase 3 |                        |        |
| 2005 | She's on Duty                | Estudiante                          |                        |        |
| 2008 | La Muerte De Bell            | Yoon Myung-hyo                      |                        |        |
| 2012 | Tengo que pasar el verano    |                                     | Cortometraje           |        |
| 2015 | Coin Locker girl             | Yeon                                |                        |        |
| 2015 | El Viaje Alrededor del Mundo | Young-sook                          |                        |        |
| 2017 | El Sheriff De La Ciudad      | Hee-soon                            |                        |        |
| 2018 | Be with You                  | Hyun-jung                           | Participación especial |        |
| 2023 | The Devil's Deal             | Sang-mi                             |                        | [ 11 ] |

## Premios y nominaciones
| Año  | Categoría                                                    | Premios              | Trabajo  | Resultado |
| ---- | ------------------------------------------------------------ | -------------------- | -------- | --------- |
| 2018 | Top Excellence Award, Actress in a Monday-Tuesday Miniseries | 2018 MBC Drama Award | Bad Papa | Nominada  |